# West Salem (Illinois)
West Salem és una població dels Estats Units a l'estat d'Illinois. Segons el cens del 2000 tenia 1.001 habitants.

## Demografia
Segons el cens del 2000, West Salem tenia 1.001 habitants, 422 habitatges, i 278 famílies. La densitat de població era de 247,7 habitants/km².
Dels 422 habitatges en un 29,6% hi vivien nens de menys de 18 anys, en un 51,7% hi vivien parelles casades, en un 12,1% dones solteres, i en un 33,9% no eren unitats familiars. En el 30,6% dels habitatges hi vivien persones soles el 14,5% de les quals corresponia a persones de 65 anys o més que vivien soles. El nombre mitjà de persones vivint en cada habitatge era de 2,3 i el nombre mitjà de persones que vivien en cada família era de 2,86.
Per edats la població es repartia de la següent manera: un 23,7% tenia menys de 18 anys, un 7,5% entre 18 i 24, un 27,3% entre 25 i 44, un 21,4% de 45 a 60 i un 20,2% 65 anys o més.
L'edat mediana era de 40 anys. Per cada 100 dones de 18 o més anys hi havia 91,5 homes.
La renda mediana per habitatge era de 27.031 $ i la renda mediana per família de 33.417 $. Els homes tenien una renda mediana de 27.938 $ mentre que les dones 20.772 $. La renda per capita de la població era de 15.179 $. Aproximadament el 6,4% de les famílies i l'11,2% de la població estaven per davall del llindar de pobresa.

## Poblacions més properes
El següent diagrama mostra les poblacions més properes.